# Leshtan
Leshtan (serb. Лештане, Leštane) – wieś w Kosowie, w regionie Prizren, w gminie Dragaš. W 2011 roku liczyła 783 mieszkańców. 